# Maometto secondo
Più consiglio

Più speranza

Non avanza

Che piangendo

Che gemendo

Che implorar la tua pietà»
(Anna, Atto I)
Maometto secondo è un'opera di Gioachino Rossini su libretto di Cesare della Valle.

## Cast della prima rappresentazione
| Ruolo        | Registro vocale                         | Interprete della prima versione (3 dicembre 1820) | Interprete della revisione veneziana (26 dicembre 1822) |
| ------------ | --------------------------------------- | ------------------------------------------------- | ------------------------------------------------------- |
| Maometto II  | basso                                   | Filippo Galli                                     | Filippo Galli                                           |
| Paolo Erisso | tenore                                  | Andrea Nozzari                                    | John Sinclair                                           |
| Anna Erisso  | soprano                                 | Isabella Colbran                                  | Isabella Colbran                                        |
| Calbo        | contralto                               | Adelaide Comelli                                  | Rosa Mariani                                            |
| Condulmiero  | tenore basso (nella versione veneziana) | Giuseppe Ciccimarra                               | Luciano Mariani                                         |
| Selimo       | tenore                                  | Gaetano Chizzola                                  | Gaetano Rambaldi                                        |

## Genesi e versioni successive
Il soggetto dell'opera è tratto dalla tragedia Anna Erizo (scritta dallo stesso della Valle), ispirata all'episodio della guerra tra Veneziani e Turchi e alla caduta di Negroponte del 1476. Il debutto fu a Napoli, al Teatro San Carlo, il 3 dicembre 1820, e fu un insuccesso, dovuto soprattutto alle inusuali strutture musicali (prima tra tutte, il cosiddetto "Terzettone" che occupa la metà del Primo Atto) oltre che al finale tragico (raro in Rossini, ma presentato a un pubblico oramai abituato a finali funesti e sanguinosi). Per una replica veneziana al Teatro La Fenice, il 26 dicembre 1822, Rossini modificò alcuni pezzi e cambiò il finale da tragico a lieto, utilizzando il celeberrimo rondò di Elena dalla Donna del lago, ma l'opera non ebbe ugualmente successo.
Successivamente, per il palcoscenico parigino dell'Opera, Rossini elaborò una revisione dell'opera, adattando alcuni pezzi e componendone altri nuovi: il 9 ottobre 1826 debuttò Le siège de Corinthe, con buon successo di pubblico. La fama de l'Assedio oscurò quella di Maometto, che non fu più rappresentato dopo il 12 ottobre successivo, quando andò in scena al Teatro Nacional de São Carlos di Lisbona con Giovanni Orazio Cartagenova.
La prima rappresentazione dell'opera in tempi moderni risale al 1985 al Rossini Opera Festival di Pesaro, diretta da Claudio Scimone con Samuel Ramey nel ruolo del protagonista, Cecilia Gasdia come Anna, Lucia Valentini Terrani come Calbo, Chris Merritt come Paolo Erisso (già due anni prima era stata incisa sempre da Scimone, con Ramey, June Anderson, Margarita Zimmermann, Ernesto Palacio); nel 1986 la prima al Théâtre du Châtelet di Parigi diretta da Scimone con la Gasdia, la Zimmermann, Merritt e Simone Alaimo, mentre nel 1988 debuttò negli Stati Uniti al San Francisco Opera diretta da Alberto Zedda con Merritt, Marilyn Horne, la Anderson ed Alaimo. Da allora l'opera è stata ripresa più volte, pur senza entrare stabilmente nel repertorio odierno. Il già citato Ramey e Michele Pertusi hanno fatto di Maometto il loro cavallo di battaglia. Il ruolo di Calbo ha vantato interpreti quali Marilyn Horne, Gloria Scalchi e Daniela Barcellona.
Nel 2005 va in scena a Bilbao con la Anderson ed Alaimo. Nel 2012 è andata in scena all'Opera di Santa Fe (Nuovo Messico).

## Trama
L'opera è ambientata nel 1470 ai tempi della conquista ottomana di Negroponte.

### Atto I
La colonia veneziana di Negroponte è cinta d'assedio da Maometto II, che minaccia di distruggerla se non verranno aperte al suo esercito le porte della città. Il giovane Calbo esorta Paolo Erisso a continuare a combattere. La figlia di Erisso, Anna, è stata destinata in sposa a Calbo,  ma Anna rivela di essere innamorata di un altro giovane, Uberto di Mitilene. In quel momento risuonano i cannoni, che annunciano l'entrata dei musulmani in Negroponte. Calbo ed Erisso vengono imprigionati, e Maometto, che ama Anna, propone la salvezza a Paolo in cambio della figlia; al rifiuto di Erisso, Maometto li condanna a morte. Anna riconosce in Maometto il finto Uberto, e lo prega di salvare il padre e Calbo, spacciandolo per suo fratello. Maometto propone ad Anna di sposarlo, mentre Erisso ripudia la figlia.

### Atto II
Anna è nella tenda di Maometto, dove egli la invita a cedere all'amore. Intanto, si sparge la notizia che i Veneziani hanno respinto l'attacco alla rocca; i Turchi ottomani retrocedono. Maometto si reca al campo, donando ad Anna un anello, che le garantirà rispetto tra i musulmani.

Erisso e Calbo si sono rifugiati nei sotterranei del tempio, dove compiangono il tradimento di Anna. La ragazza giunge, e impone loro di salvarsi, dando loro l'anello e abiti musulmani, e chiede al padre di unirla in matrimonio a Calbo, sulla tomba della madre.

Rimasta sola, Anna viene accerchiata dai musulmani, che vogliono ucciderla per la vittoria dei Veneziani. La donna si offre alle spade, e rivela a Maometto di non essere la sorella, ma la sposa di Calbo; infine si pugnala tra lo sconcerto generale.

## Numeri musicali (Napoli, 1820)

### Atto 1
- 1 Introduzione Al tuo cenno, Erisso (Coro, Erisso, Condulmiero, Calbo)
- 2 Cavatina Ah che invan su questo ciglio (Anna)
- 3 Terzettone Ohimè, qual fulmine! (Anna, Erisso, Calbo)
- 4 Coro e cavatina Sorgete, in sì bel giorno (Maometto)
- 5 Finale primo Giusto ciel, che strazio è questo! (Erisso, Calbo, Maometto, Selimo, Anna, Coro)

### Atto 2
- 6 Coro di donne È follia sul fior degli anni
- 7 Duetto Anna, tu piangi? (Anna, Maometto)
- 8 Cavatina con coro All'invito generoso (Maometto)
- 9 Scena ed aria Non temer, d'un basso affetto (Calbo)
- 10 Terzetto In questi estremi istanti (Erisso, Calbo, Anna)
- 11 Finale secondo Alfin compiuta è una metà dell'opra (Anna, Coro, Maometto)

## Numeri musicali (Venezia, 1822)
- Sinfonia

### Atto 1
- 1 Introduzione Al tuo cenno, Erisso (Coro, Erisso, Condulmiero, Calbo)
- 2 Coro di donne In Oriente
- 3 Scena e quartetto con coro Oh, come l'alma oppresse (Anna, Erisso, Calbo, Condulmiero)
- 4 Scena, coro e terzetto Che sento, oh Dio! (Anna, Erisso, Calbo)
- 5 Coro e cavatina Sorgete, in sì bel giorno (Maometto)
- 6 Finale primo Giusto ciel, che strazio è questo (Erisso, Calbo, Maometto, Selimo, Anna, Coro)

### Atto 2
- 7 Coro di donne È follia sul fior degli anni
- 8 Duetto Anna, tu piangi? (Anna, Maometto)
- 9 Scena ed aria Non temer, d'un basso affetto (Calbo)
- 10 Scena e terzetto Pria svenar con ferme ciglia (Calbo, Erisso, Maometto)
- 11 Gran scena ed aria Alfin compiuta è una metà dell'opra (Anna, Coro)
- 12 Finale secondo e rondò I puri voti accogli - Tanti affetti in tal momento (Anna, Coro)

## Incisioni discografiche
| Anno | Cast (Maometto, Anna, Calbo, Erisso)                                            | Direttore          | Etichetta     |
| ---- | ------------------------------------------------------------------------------- | ------------------ | ------------- |
| 1983 | Samuel Ramey, June Anderson, Margarita Zimmermann, Ernesto Palacio              | Claudio Scimone    | Philips       |
| 1993 | Michele Pertusi, Cecilia Gasdia, Gloria Scalchi, Ramón Vargas                   | Gianluigi Gelmetti | Ricordi       |
| 1994 | Samuel Ramey, Cecilia Gasdia, Gloria Scalchi, Bruce Ford                        | Gabriele Ferro     | Ricordi       |
| 2002 | Denis Sedov, Luisa Islam-Ali-Zade, Anna Rita Gemmabella, Massimiliano Barbolini | Brad Cohen         | Naxos Records |
| 2018 | Mirco Palazzi, Elisa Balbo, Victoria Yarovaya, Mert Süngü                       | Antonino Fogliani  | Naxos Records |

## Registrazioni video
| Anno | Cast (Maometto, Anna, Calbo, Erisso)                                      | Direttore       | Etichetta |
| ---- | ------------------------------------------------------------------------- | --------------- | --------- |
| 2005 | Lorenzo Regazzo, Carmen Giannattasio, Anna Rita Gemmabella, Maxim Mironov | Claudio Scimone | Dynamic   |